# NGC 536
NGC 536 is een balkspiraalstelsel in het sterrenbeeld Andromeda. Het hemelobject ligt 215 miljoen lichtjaar (66 × 106 parsec) van de Aarde verwijderd en werd op 13 september 1784 ontdekt door de Duits-Britse astronoom William Herschel.

## Synoniemen
- GC 317 / 325
- 2MASX J01262177+3442107
- H 3.171
- h 120
- HCG 10A
- MCG +06-04-021
- PGC 5344
- UGC 1013
- ZWG 521.25